# Silniční válec

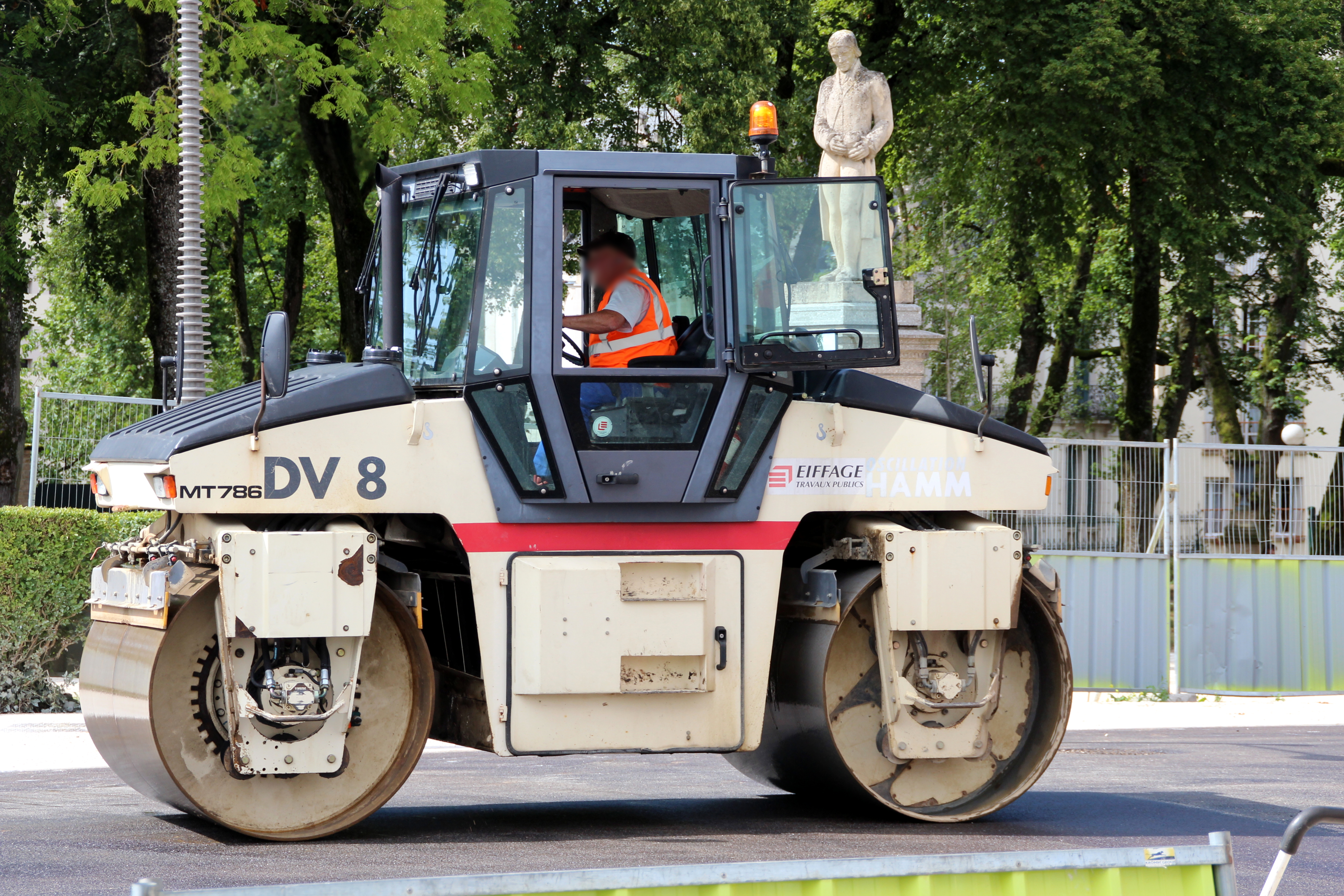
Moderní tandemový silniční válec

Silniční válec je stavební stroj určený pro hutnění povrchů silnic. Jeho pracovním nástrojem je běhoun – ocelový válec, lidově též zvaný „kulidlo“[zdroj?].

## Rozdělení

### Podle způsobu vyvození hutnící síly
- statické – působí pouze svojí statickou hmotností
- vibrační – ke statické hmotnosti se přidává vibrační účinek

### Podle pohonu

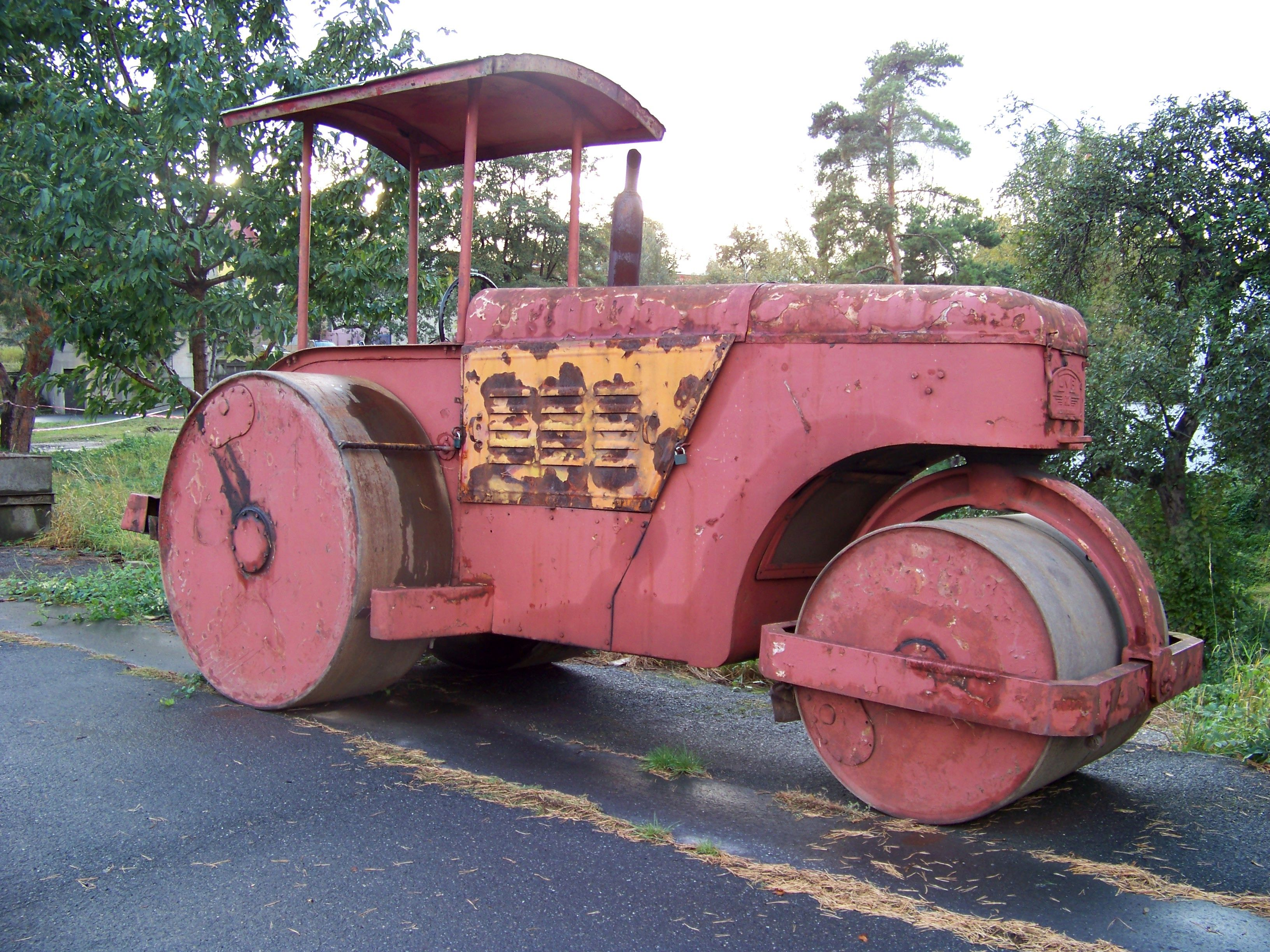
Starý válec v Bubenči

- parní válce
- válce poháněné spalovacím motorem

### Podle druhu pracovních nástrojů
- válce tandemové – mají 2 běhouny (obvykle pro hutnění živic)
- válce tahačové – mají 1 běhoun a nápravu vybavenou pneumatikami (obvykle pro hutnění zemin)
- válce pneumatikové – místo běhounu mají sadu pneumatik s hladkým pláštěm, patří mezi statické válce
- válce tříkolové – mají statické válce vybavené jedním běhounem vpředu a dvěma ocelovými koly vzadu
- válce tažené – s jedním běhounem, jsou taženy jiným strojem (např. traktorem)

### Podle konstrukce rámu
- s pevným rámem – řízení natáčením vlastních běhounů
- kloubové – řízení natáčením předního a zadního rámu současně

Z uvedeného výčtu mají dnes praktický význam pouze válce vibrační a statické válce pneumatikové. Ostatní kategorie jsou zde uvedeny pouze pro historickou úplnost.